# Chiropotes satanas
El sakí barbudo negro (Chiropotes satanas) es una especie de primate platirrino de la familia Pitheciidae, endémica de Brasil y Venezuela.
Su cuerpo mide alrededor de 50 cm y otros tantos tiene de cola. Pesa 4 kg. Su color es pardo oscuro. Destacan su cabeza negra con poblada barba y su cola también negra. Vive en zonas de selva cerrada solo, en pareja o en pequeños grupos territoriales. Se alimenta de frutos y hojas. Se comunica emitiendo sonidos parecidos a silbidos.